# 圣欧斯特雷贝尔特
圣欧斯特雷贝尔特（法語：Sainte-Austreberthe）是法国北部-加来海峡大区加来海峡省的一个市镇，属于蒙特勒伊区埃丹县。该市镇2009年时的人口为401人。

## 人口
圣欧斯特雷贝尔特人口变化图示
| 数据来源：INSEE |